# Хортицька сільська рада
Хо́ртицька сільська рада (рос. Хортицкий сельский совет) — сільське поселення у складі Александровського району Оренбурзької області Росії.
Адміністративний центр — село Хортиця.

## Населення
Населення — 1278 осіб (2019; 1581 в 2010, 2435 у 2002).

## Склад
До складу сільської ради входять:
| Населений пункт     | Населення, осіб (2002) | Населення, осіб (2010) |
| ------------------- | ---------------------- | ---------------------- |
| Канцеровка, село    | 172                    | 56                     |
| Мала Добринка, село | 44                     | 35                     |
| Мирний, селище      | 84                     | 43                     |
| Озерка, село        | 198                    | 99                     |
| Петровка, село      | 792                    | 545                    |
| Українка, село      | 105                    | 41                     |
| Хортиця, село       | 873                    | 688                    |
| Шар, селище         | 167                    | 74                     |